# Notholoba
Notholoba is een geslacht van vlinders van de familie spanners (Geometridae), uit de onderfamilie Larentiinae.

## Soorten
- N. edelmira Butler, 1893
- N. sehausi Warren, 1908